# Blanka Kastiljska
Blanka Kastiljska (španjolski Blanca de Castilla, francuski Blanche de Castille; 4. ožujka 1188. — 26. studenog 1252.) bila je infanta (princeza) Kastilje te kraljica Francuske.
Blanka je rođena u Palenciji kao kći Alfonsa VIII. Kastiljskog i kraljice Eleonore, unuka Henrika II. Engleskog i Sanča III. Kastiljskog.
Blanka je postala supruga Luja VIII., kojem je rodila trinaestero djece:
- Blanka
- Agneza
- Filip
- Alfons
- Ivan
- Luj IX. Sveti
- Robert I., grof Artoisa
- Filip
- Ivan Tristan
- Alfonso
- Filip Dagobert
- Izabela, sv.[2]
- Karlo I. Napuljski